# Gino Marchetti
Gino John Marchetti (Smithers, Virginia Occidental, 2 de enero de 1926 – Paoli, Pensilvania, 29 de abril de 2019), más conocido como Gino Marchetti, fue un jugador profesional estadounidense de fútbol americano que se desempeñó en la posición de defensive end en la National Football League (NFL). Es miembro del Salón de la Fama del Fútbol Americano Profesional.

## Carrera
Marchetti jugó como profesional una temporada en Dallas Texans (1952), después pasó a Baltimore Colts, donde jugó trece temporadas (1953-1964, 1966), y fue el equipo en el que se retiró.

## Reconocimiento
El 29 de julio de 1972, fue seleccionado para ser miembro del Salón de la Fama del Fútbol Americano Profesional.